# エリザベス・ビスランド
エリザベス・ビスランド（ビズランド）・ウェットモア （Elizabeth Bisland Wetmore、1861年2月11日 - 1929年1月6日）は、アメリカのジャーナリスト・編集者で、1889年から1890年にかけて、同じ女性記者のネリー・ブライと世界一周レースを競い、世界の注目を集めた。日本においては小泉八雲（ラフカディオ・ハーン）と親交を結び、八雲の没後に英語による伝記を執筆した。

## 前半生
ビスランドはルイジアナ州セントメアリー郡のフェアファックス・プランテーションに、1861年2月11日に生まれた。一家は南北戦争中、フォート・ビスランドの戦いに先立ち疎開している。家族がプランテーションに戻ってからの生活は困難を極め、彼女が12歳の時に、父が相続した実家のある同じルイジアナ州のナチェズに転居した。ビスランドは10代でその文筆家としての経歴をニューオーリンズ・タイムズ・デモクラット（タイムズ=ピカユーンの前身の一つ）に「B・L・R・デーン」の筆名で詩を投稿することから始めた。ひとたび執筆活動が家族や新聞の編集者に知られると稿料が支払われ、ほどなく彼女はニューオーリンズに赴いてニューオーリンズ・タイムズ・デモクラットで働くようになる。この新聞社にはラフカディオ・ハーンが在職しており、ハーンと親交を結んだ。1887年頃、ビスランドはニューヨークに移り『ザ・サン』から現地での最初の仕事を得た。1889年まで、彼女はニューヨーク・ワールドを含む多くの出版社で働いた。ビスランドは雑誌『コスモポリタン』の編集者になり、その一方で『アトランティック』や『ノースアメリカン・レビュー』といった雑誌に寄稿していた。

## 世界一周旅行

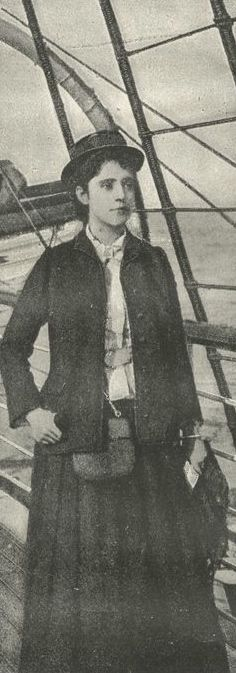
ネリー・ブライとの世界一周競争中、客船の甲板上でのエリザベス・ビスランド

1889年11月、ニューヨーク・ワールドは、ジュール・ヴェルヌの小説『八十日間世界一周』の主人公・フィリアス・フォッグによる80日間の空想旅行を上回る試みとして、ネリー・ブライ記者を世界一周に派遣すると発表した。この耳目を集める宣伝を受け、創刊から3年しか経っていない雑誌『コスモポリタン』を買収したばかりのジョン・ブリスベン・ウォーカーは、ビスランドを急ぎ旅行に派遣することを決める。呼ばれてから6時間後にビスランドはニューヨークから西へ向けて出発した。一方、ブライは蒸気船に乗って1889年11月14日（ビスランドと同じ日）に東向きに出発した。彼女たちの旅行は熱心に報じられたが、ブライは人気があったニューヨーク・ワールドでセンセーショナルに取り上げられる支援を受けた一方、ビスランドは同紙ではほとんど無視されたことで、ビスランドおよび月刊誌に過ぎない上に上品な『コスモポリタン』よりも多くの注目を集めるようになった。
80日間の期限に挑んでいたブライは、12月25日に香港に到着するまで、ライバルの存在を知らなかった。その地でオクシデンタル&オリエンタル汽船会社の社員が、ビスランドが3日先に通ったのでブライは負けるだろうと告げた。
しかし最終的にブライはビスランドに打ち勝った。致命的だったのは、イングランドでビスランドは雑誌社が船会社に金品を贈って船の出発を遅らせたにもかかわらず、予定していたドイツの高速汽船「エムス号」に乗り遅れてサウサンプトンに取り残されたと言われ、おそらくはそれを信じた。彼女が故意に欺かれたのかどうかは不明である。
ビスランドは速度の遅い「ボスニア号」に乗ることを余儀なくされ、1月18日にアイルランドのクイーンズランド（現在のコーヴ）から出発したが、ブライは優位に立っていた。 ブライはその間、特別仕立ての列車に乗ってアメリカ大陸を横断し、1890年1月25日15時51分に終着点のニュージャージー州に到着して、72日と6時間11分（雑誌『ワールド』が彼女の到着時間を当てるコンテストを実施したため、正確な時間が測定された）で世界一周旅行を達成した。ビスランドの船は1月30日までにニューヨークに到達しなかったが、結局76日半で旅行を完遂し、フォッグによる架空の記録は上回った。
ビスランドは『コスモポリタン』誌に旅行記を連載し、それは後に単行本『In Seven Stages: A Flying Trip Around The World』（1891年）として刊行された。日本には2日間滞在し、芝の東照宮を見て感嘆し「我もアルカディアにありき」と記した。

## その後の経歴と後半生
ビスランドの文章は、世界一周レースへの参加という題材から受ける印象よりも、ずっと文学的な範疇のものだった（ブライが旅行を綴った『72日間世界一周』での、勢いが先走ったスタイルとは明確な対照をなしていた）。実際、1929年にニューヨーク・タイムズが掲載した死亡記事には旅行の言及すらなく、「世界一周競争」後の彼女は執筆活動をよりまじめな題材に集中させた。
1906年、ラフカディオ・ハーン（小泉八雲）のアメリカでの公式伝記『ラフカディオ・ハーンの生涯と書簡（The Life and Letters of Lafcadio Hearn）』を刊行して好評を得る。この本の収益は小泉家に贈呈した。ビスランドは八雲没後に3度来日し、松江の小泉八雲旧居も訪れている。
ビスランドの最後の著書は『東方の三博士（Three Wise Men of the East）』（1930年）で、没後に刊行された。
ビスランドは法律家のチャールズ・ホイットマン・ウェットモアと1891年に結婚したが、旧姓で著作の出版を続けた。夫妻はロングアイランドのノースショアに「アップルガース（Applegarth）」という名称で知られた夏の別荘を1892年に建てた。
ビスランドは1929年1月6日に肺炎のため、バージニア州のシャーロッツビルの近くで亡くなり、奇しくも1922年に同じく肺炎で没したブライが眠るニューヨーク市のウッドローン墓地に葬られた。

## 著書
- In Seven Stages: A Flying Trip Around the World, New York: Harper and Brothers, 1891
- The Secret Life: Being the Book of a Heretic（1906）
- The Life and Letters of Lafcadio Hearn（1906）
- Three Wise Men of the East（1930）